# Spilosoma jordani
Spilosoma jordani är en fjärilsart som beskrevs av Debauche 1938. Spilosoma jordani ingår i släktet Spilosoma och familjen björnspinnare. Inga underarter finns listade i Catalogue of Life.